# Milan-San Remo 1943
La 36e édition de la course cycliste, Milan-San Remo a eu lieu le 19 mars 1943 et a été remportée par l'Italien Cino Cinelli. Il s'est imposé en réglant au sprint un groupe de 18 coureurs.

## Classement final
|   | Cycliste           | Équipe    | Temps           |
| - | ------------------ | --------- | --------------- |
| 1 | Cino Cinelli       | Bianchi   | 8 h 06 min 00 s |
| 2 | Glauco Servadei    | Bianchi   | m. t.           |
| 3 | Quirino Toccaceli  | Olmo      | m. t.           |
| 4 | Pierino Favalli    | Legnano   | m. t.           |
| 5 | Gino Bartali       | Legnano   | m. t.           |
| 6 | Mario de Benedetti | Olmo      | m. t.           |
| 7 | Salvatore Crippa   | Aquiliano | m. t.           |
| 8 | Severino Canavesi  | Gloria    | m. t.           |
| 9 | Osvaldo Bailo      | Viscontea | m. t.           |
| 9 | Olimpio Bizzi      | Bianchi   | m. t.           |
| 9 | Giulio Bresci      | Taddei    | m. t.           |
| 9 | Mario Fazio        | Viscontea | m. t.           |
| 9 | Adolfo Leoni       | Bianchi   | m. t.           |
| 9 | Fiorenzo Magni     | Bianchi   | m. t.           |
| 9 | Vito Ortelli       | Bianchi   | m. t.           |
| 9 | Mario Ricci        | Legnano   | m. t.           |